# Élections municipales taïwanaises de 2022
Les élections municipales taïwanaises de 2022 ont lieu le 26 novembre 2022 à Taïwan, en même temps qu'un référendum constitutionnel.